# 钝叶草
钝叶草（学名：Stenotaphrum helferi）为禾本科钝叶草属下的一个种。

## 扩展阅读
- 維基物種上的相關：钝叶草